# Gotthard Voigt
Kurt Gotthard Voigt (* 25. August 1928 in Zschorlau; † 10. Juni 1991) war ein deutscher Zahnarzt und Politiker (DSU). Er war Mitglied der letzten Volkskammer der DDR und Beobachter im Europäischen Parlament.

## Leben
Voigt besucht die Grundschule in Zschorlau und bis 1944 die Oberschule in Schneeberg, ehe er zum Militärdienst eingezogen wurde und am Zweiten Weltkrieg teilnahm. 1946 machte er sein Abitur in Zwickau und studierte anschließend Zahnmedizin an der Universität Leipzig. Ab 1955 arbeitete er als Zahnarzt in der Praxis seines Vaters und seit 1972 in einer eigenen Praxis in Zschorlau.
Er war verheiratet, evangelischen Glaubens und erhielt die staatliche Auszeichnung zum Medizinalrat.

## Politik
Voigt trat 1990 der Deutschen Sozialen Union bei, für die er bei der Volkskammerwahl am 18. März 1990 auf Listenplatz 7 im Bezirk Karl-Marx-Stadt kandidierte. Die Partei holte dort mit 14,8 % ihr bestes Ergebnis und er zog als letzter auf der Liste in die Volkskammer ein, in der er bis zur Deutschen Wiedervereinigung am 2. Oktober saß. Im Februar 1991 wurde er von der CDU/CSU-Fraktion im Deutschen Bundestag als Beobachter für das Gebiet der ehemaligen DDR ins Europäische Parlament entsandt. Nach seinem Tod am 10. Juni 1991 rückte für ihn Lothar Klein nach.